# Лиа Мишел
Лиа Мишел Сарфати (на английски: Lea Michele Sarfati), позната само като Лиа Мишел, е американска певица и актриса. Известна е с ролята на Рейчъл Бери в сериала „Клуб „Веселие“, продуциран от компанията Fox.
Лиа започва кариерата си като дете на Бродуей в продукции като: „Клетниците“, Ragtime и „Цигулар на покрива“. През 2006 г. получава главната роля в мюзикъла Spring Awakening.

## Ранни години
Лиа Мишел е родена на 29 август 1986 в Бронкс, Ню Йорк, в семейството на Едит и Марк Сарфати. Като дете пее в църковния хор към католическата църква.
Артистичното име Мишел Лиа избира като много малка. Като причина изтъква, че фамилното Сарфати е трудно за произнасяне.

## Кариера

### Роли на Бродуей
Прави дебюта си на Бродуей през 1995 г. в ролята на младата Козет в мюзикъла „Клетниците“. След това участва в ролята на дъщерята на Тати по оригинала на бродуейския мюзикъл Ragtime с ново заглавие от 1998 – „Малки жени“.
Мишел играе и в ролята на Уенда в музикалната версия на Spring Awakening („Пролетно събуждане“), по сценарий на Стивън Сатър и Дънкан Шейк. През 2006 г. ѝ предлагат различна роля в новата версия на мюзикъла „Клетниците“, тази на Еофин, но Лиа отказва. През същата година е номинирана за Drama Desk Award за ролята ѝ в Spring Awakening, в категория най-добра актриса в мюзикъл.
През май 2008 г. Мишел напуска Spring Awakening заедно с партньора си Джонатан Гроф. Двамата са заменени от новоизгряващите звезди на Бродуей – Александра Соча и Кели Риабко. Тя започва работа по новия мюзикъл на Шейк и Сатър – „Нерон“, в който играе през юли 2008 г. във Vassar College.

### Филми, телевизия и музика
През 2008 г. Лиа Мишел подписва договор с „Фокс“ за телевизионния сериал „Клуб „Веселие““, в който изпълнява ролята на амбициозната ученичка Рейчъл Бери. Изпълнението ѝ носи награди на Гилдията на актьорите и „Сателит“ за най-добра актриса. Песните, изпълнявани в сериала, се издават в отделни дискове. По-данни на класацията на Billboard, песните, изпълнени от Лиа, са най-продаваните за месец февруари 2008 г., а останалите ѝ изпълнения се класират в най-слушаните.
Лиа е включена в класацията на списание „Тайм“ за най-влиятелна личност за 2010 година, също така и за най-добре облечената актриса.
През 2010 г. Лиа Мишел се присъединява към актьорския състав на анимационния филм Dorothy of Oz („Дороти от Оз“), където озвуча главната героиня Дороти. Участва и в романтичната комедия на Гари Маршал „Новогодишна нощ“, който излиза по кината през 2011 г.
През 2012 Лиа започва работа по първия си самостоятелен албум, като казва, че ще заложи на рок звученето, вместо на песни в стил Бродуей.

### Благотворителност
Тя е активен член на организацията „Хора за етично отношение към животните“ (РЕТА). Също така подема кампании за равни права за ЛГБТ хора, заедно с колегата си Джонатан Гроф.
През 2010 г. участва в благотворителен концерт за The Painted Turtle. Той е по случай 35-годишнината от The Rocky Horror Picture Show, в което Лиа има главна роля – тази на Жанет Уейс.
През юли 2012 г. Лиа Мишел дарява собствена картина, а парите от акциона са дарени на Habitat for Humanity за справяне с климатичните промени на земята.

## Личен живот
Лиа Мишел започва да работи с канадския актьор Кори Монтийт през 2009 г., когато получават ролите си в „Glee“. В началото на 2012 г. става ясно, че двамата са започнали връзка и в реалния живот. Тя продължава до 13 юли 2013 г., когато Кори е открит мъртъв в хотелската си стая, ден след като е трябвало да напусне хотела.

## Участия и роли

### На Бродуей
- „Клетниците“ като младата Козет (1995 – 96)
- Ragtime като малко момиче (1998 – 99)
- „Цигулар на покрива“ като Спринзи и Чава (2004 – 05)
- Spring Awakening като Уенда (2006 – 08)

### Пиеси
- На Бърт Бахарач и Стивън Сатър (ноември 2009)[2]

- „Нерон“ в ролята на Октавия (юли 2008)
- „Самсон и Далила“ в ролята на Далила
- „Брулени хълмове“ в ролята на Луси
- Hot and Sweet като Налиин
- Spring Awakening в ролята на Уенда – Roundabout Theatre Company (2000 и юни 2001).

### Филми
| Година      | Заглавие                               | Роля               | Още                                                       |
| ----------- | -------------------------------------- | ------------------ | --------------------------------------------------------- |
| 2000        | Third Watch                            | Сами               | „Spring Forward Fall Back“ (сезон 1, епизод 1)            |
| 2008        | Around the Block                       | Себе си            | Първият епизод                                            |
| 2009 – 2015 | Клуб „Веселие“                         | Рейчъл Бери        | Главна роля                                               |
| 2010        | Семейство Симпсън                      | Сара (глас)        | „Elementary School Musical“ (сезон 2, епизод 22)          |
| 2011        | The Cleveland Show                     | Рейчъл Бери (глас) | „Как да решиш проблем като Робърта?“ (сезон 1, епизод 21) |
| 2012        | The Glee Project                       | себе си            | Гостуваща звезда (Сезон 2, епизод 1 „Индивидуалност“)     |
| 2013        | Легендата за Оз: Завръщането на Дороти | Дороти (глас)      |                                                           |